# Laura Otis
Laura Otis ist eine US-amerikanische Neurowissenschaftlerin und Literaturwissenschaftlerin.

## Leben
Laura Otis studierte zunächst Molekulare Biophysik und Biochemie an der Universität Yale. Das erste Studium beendete sie 1983 mit dem B.S. Anschließend absolvierte Otis ein Studium der Neurowissenschaften an der Universität San Francisco, wo sie 1988 den Titel Master of Arts (M.A.) erwarb. Nach einem Studium der Literaturwissenschaft erhielt Otis 1991 den akademischen Grad Ph.D. für Vergleichende Literaturwissenschaft an der Cornell-Universität in Ithaca. Laura Otis lehrt als Professorin an der Emory University, einer Privatuniversität in Atlanta (Georgia). Dort ist sie Direktorin der Graduate Studies für Englisch.
Otis hatte Gastaufenthalte am Berliner Max-Planck-Institut für Wissenschaftsgeschichte. 2013 ist sie Gastwissenschaftlerin am Zentrum für Literatur- und Kulturforschung in Berlin.

## Forschungsgebiete
Laura Otis forscht auf den Gebieten des Gedächtnisses, der Identitätsbildung und Kommunikationstechniken. Ein besonderer Schwerpunkt ihrer Forschungen sind Fragestellungen zum Zusammentreffen sowie zu den Überschneidungen zwischen den Bereichen der Literatur und Wissenschaft, speziell in den Novellen des 19. Jahrhunderts.

## Auszeichnungen
- 2000: MacArthur Fellowship
- 2021: Guggenheim Fellowship (English Literature)[1]
- 2024: Mitglied der American Academy of Arts and Sciences

## Veröffentlichungen

### Monografien
- Organic Memory. History and the Body in the Late Nineteenth and Early Twentieth Centuries. Lincoln 1994
- Membranes. Metaphors of Invasion in Nineteenth-Century Literature, Science, and Politics. Baltimore 1999
- Networking. Communicating with Bodies and Machines in the Nineteenth Century. Ann Arbor 2001
- Müller's Lab. New York 2007

### Herausgeberschaft
- Literature and Science in the Nineteenth Century. An Anthology. Oxford 2002

### Übersetzungen
- Santiago Ramón y Cajal: Vacation Stories. Five Science Fiction Tales. University of Illinois Press, 2001